# Mittlere Steinbeck
Mittlere Steinbeck, bis Mitte des 19. Jahrhunderts Mittelste Steinbeck, war eine Ortslage in der bergischen Großstadt Wuppertal an der Hatzenbeck. Heute ist der Siedlungskern von den Gleisen der Bahnstrecke Düsseldorf–Elberfeld und dem Bahnhof Wuppertal-Steinbeck überbaut.
Mittlere Steinbeck ist von den Ortslagen Obere Steinbeck und Untere Steinbeck zu unterscheiden, die flussaufwärts und -abwärts an die Hatzenbeck lagen, die bis zum frühen 20. Jahrhundert noch Steinbeck hieß. Heute wird der gesamte Bereich der drei Höfe in der Bevölkerung als Steinbeck bezeichnet.

## Lage und Beschreibung
Die Ortslage befindet sich im Osten des Wohnquartiers Arrenberg im Stadtbezirk Elberfeld-West auf einer Höhe von 160 Metern über Normalnull.
Benachbarte Ortslagen im 19. Jahrhundert waren In der Hütte, der Siedlungskern von Arrenberg, Obere Steinbeck, Untere Steinbeck, Ochsenkamp, Am Brill, Aue und Ohligsmühle.

## Etymologie und Geschichte
Beck ist eine mittelniederdeutsche Form für Bach, Steinbeck bedeutet daher Steinbach. Steinbach und Steinbeck sind beliebig austauschbare Synonyme für den Bach und den Ortsnamen und wurden in der Geschichte je nach Quelle unterschiedlich verwendet. Der Name des Hofes geht unstrittig auf seine Lage an dem gleichnamigen Bach zurück.
Mittlere Steinbeck geht auf einen mittelalterlichen und frühneuzeitlichen Hof zurück. Bereits 1428 wird ein Hof Steinbeck urkundlich erwähnt. Er gehörte in dieser Zeit zur Elberfelder Kirche im Kirchspiel Elberfeld im bergischen Amt Elberfeld. Auf der Topographia Ducatus Montani des Erich Philipp Ploennies aus dem Jahre 1715 ist der Hof als C.Steinbach verzeichnet. Auf der Topographischen Aufnahme der Rheinlande von 1824 ist ein Ort ebenso verzeichnet, wie auf der Preußischen Uraufnahme von 1843.
Die Ortslage wurde 1841 zum Endpunkt der Bahnstrecke Düsseldorf–Elberfeld, der ersten dampfbetriebenen Eisenbahnlinie im Westen Deutschlands. Die Bahnstrecke wurde gebaut um das damals wichtigste Wirtschaftszentrum Preußens, Elberfeld und Barmen mit dem Rheinhafen in Düsseldorf zu verbinden.
Befand sich der Ort Mitte des 19. Jahrhunderts noch östlich neben der Endstation der Bahnstrecke, so fiel er nach dem Durchstich der Bahntrasse zur Bahnstrecke Dortmund–Elberfeld dem sich ausbreitenden Bahnanlagen des neuen Bahnhofs und Betriebswerks Steinbeck zum Opfer.